# Італійська Серія A 2005–2006
Сезон 2005–06 в Серії A — футбольне змагання у найвищому дивізіоні чемпіонату Італії, що проходило між 28 серпня 2005 та 15 травня 2006 року. Став 74-м турніром з моменту заснування Серії A та другим сезоном поспіль, участь у якому брали відразу 20 команд.
В останньому турі сезону туринський «Ювентус» переміг «Реджину» з рахунком 2:0 і запезпечив собі перший рядок у підсумковій турнірній таблиці чемпіонату. Однак тоді ж, у травні 2006, в італійському футболі розгорівся великий корупційний скандал, фігурантами якого були функціонери низки клубів Серії A, включаючи «Ювентус» та «Мілан», який фінішував другим. В результаті розслідування обидва ці клуби було покарано, у тому числі зняттям турнірних очок в сезоні 2005-06, і переможцем сезону в Серії A 26 липня 2006 року було оголошено міланський «Інтернаціонале», який на момент завершення турніру займав третє місце. Для «Інтера» цей чемпіонський титул став 14-м в історії.
| Чемпіон Італії 2005/2006            |
| ----------------------------------- |
| «Інтернаціонале» (Мілан) 14-й титул |

## Корупційний скандал
На фінальний розподіл місць у турнірній таблиці Серії A сезону 2005-06 суттєво вплинули рішення футбольних трибуналів стосовно клубів, що були втягнуті до корупційного скандалу, який розгорівся в італійському футболі влітку 2006 року. У результаті розслідування фактів змови між керівниками клубів, а також існування протиправних зв'язків між клубним керівництвом та представниками суддівського корпусу і посадовцями футбольної федерації, було доведено вину чотирьох клубів Серії A — «Ювентуса», «Фіорентини», «Мілана»  та «Лаціо» (згодом аналогічне розслідування було проведене й щодо «Реджини»).
У первинному вигляді покарання включало перегляд результатів сезону 2005-06, відсторонення команд від участі у європейських кубках та переведення до нижчих ліг. Після розгляду апеляцій покарання було суттєво пом'якшене. Найсуворішим воно лишилося для туринського «Ювентуса», якого позбавили усіх набраних в сезоні 2005-06 очок, а відповідно й тогорічного чемпіонського титулу, клуб також був позбавлений титулу чемпіонів Італії попереднього, 2004-05 сезону, і переведений до Серії B.
«Мілан», «Фіорентина» і «Лаціо» лишилися у Серії A, змагання в сезоні 2006-07 у якій вони розпочинали з очковими штрафами. Також кожна з цих команд отримала штраф у розмірі 30 очок за результатами сезону 2005-06, який відзначився на їх місці у фінальній турнірній таблиці. «Фіорентина» і «Лаціо» таким чином втратили місця у єврокубках, а «Мілан», який через штраф понизився лише на один рядок турнірної таблиці, замість групового етапу розпочинав змагання у Лізі чемпіонів 2006-07 з кваліфікаційного раунду. Це, втім, не завадило міланській команді врешті-решт здобути перемогу у цьому єврокубковому турнірі.
Перегляд результатів сезону дозволив міланському «Інтернаціонале», який фінішував лише третім, отримати чергове у своїй історії «скудетто», римській «Ромі» піднятися з п'ятого на другий рядок турнірної таблиці і взяти участь в розіграші Ліги чемпіонів, а «Мессіні» ще на рік зберегти за собою місце у Серії A.

## Команди
Участь у турнірі брали 20 команд:

## Турнірна таблиця
| Місце до штрафів | Місце після штрафів | Команда          | І  | В  | Н  | П  | М+ | М- | РМ  | Очки до штрафів | Очки після штрафів | Статус до штрафів           | Статус після штрафів        |
| ---------------- | ------------------- | ---------------- | -- | -- | -- | -- | -- | -- | --- | --------------- | ------------------ | --------------------------- | --------------------------- |
| 3.               | 1.                  | «Інтернаціонале» | 38 | 23 | 7  | 8  | 68 | 30 | +38 | 76              | 76                 | Кваліфікація Ліги чемпіонів | Чемпіони                    |
| 5.               | 2.                  | «Рома»           | 38 | 19 | 12 | 7  | 70 | 42 | +28 | 69              | 69                 | Кубок УЄФА                  | Ліга чемпіонів              |
| 2.               | 3.                  | «Мілан»          | 38 | 28 | 4  | 6  | 85 | 31 | +54 | 88              | 58                 | Ліга чемпіонів              | Кваліфікація Ліги чемпіонів |
| 7.               | 4.                  | «К'єво»          | 38 | 13 | 15 | 10 | 54 | 49 | +5  | 54              | 54                 | Кубок УЄФА                  | Кваліфікація Ліги чемпіонів |
| 8.               | 5.                  | «Палермо»        | 38 | 13 | 13 | 12 | 50 | 52 | -2  | 52              | 52                 | Кубок Інтертото             | Кубок УЄФА                  |
| 9.               | 6.                  | «Ліворно»        | 38 | 12 | 13 | 13 | 37 | 44 | -7  | 49              | 49                 |                             | Кубок УЄФА                  |
| 10.              | 7.                  | «Парма»          | 38 | 12 | 9  | 17 | 46 | 60 | -14 | 45              | 45                 |                             | Кубок УЄФА                  |
| 11.              | 8.                  | «Емполі»         | 38 | 13 | 6  | 19 | 47 | 61 | -14 | 45              | 45                 |                             |                             |
| 4.               | 9.                  | «Фіорентина»     | 38 | 22 | 8  | 8  | 66 | 41 | +25 | 74              | 44                 | Кваліфікація Ліги чемпіонів |                             |
| 12.              | 10.                 | «Асколі»         | 38 | 9  | 16 | 13 | 43 | 53 | -10 | 43              | 43                 |                             |                             |
| 13.              | 11.                 | «Удінезе»        | 38 | 11 | 10 | 17 | 40 | 54 | -14 | 43              | 43                 |                             |                             |
| 14.              | 12.                 | «Сампдорія»      | 38 | 10 | 11 | 17 | 47 | 51 | -4  | 41              | 41                 |                             |                             |
| 15.              | 13.                 | «Реджина»        | 38 | 11 | 8  | 19 | 39 | 65 | -26 | 41              | 41                 |                             |                             |
| 16.              | 14.                 | «Кальярі»        | 38 | 8  | 15 | 15 | 42 | 55 | -13 | 39              | 39                 |                             |                             |
| 17.              | 15.                 | «Сієна»          | 38 | 9  | 12 | 17 | 42 | 60 | -18 | 39              | 39                 |                             |                             |
| 6.               | 16.                 | «Лаціо»          | 38 | 16 | 14 | 8  | 57 | 47 | +10 | 62              | 32                 | Кубок УЄФА                  |                             |
| 18.              | 17.                 | «Мессіна»        | 38 | 6  | 13 | 19 | 33 | 59 | -26 | 31              | 31                 | Вибули до Серії B           |                             |
| 19.              | 18.                 | «Лечче»          | 38 | 7  | 8  | 23 | 30 | 57 | -27 | 29              | 29                 | Вибули до Серії B           | Вибули до Серії B           |
| 20.              | 19.                 | «Тревізо»        | 38 | 3  | 12 | 23 | 24 | 56 | -32 | 21              | 21                 | Вибули до Серії B           | Вибули до Серії B           |
| 1.               | 20.                 | «Ювентус»        | 38 | 27 | 10 | 1  | 71 | 24 | +47 | 91              | 0                  | Чемпіони                    | Вибули до Серії B           |

## Результати
| 2005/06        | 1   | 2   | 3   | 4   | 5   | 6   | 7   | 8   | 9   | 10  | 11  | 12  | 13  | 14  | 15  | 16  | 17  | 18  | 19  | 20  |
| -------------- | --- | --- | --- | --- | --- | --- | --- | --- | --- | --- | --- | --- | --- | --- | --- | --- | --- | --- | --- | --- |
| Ювентус        |     | 0:0 | 2:0 | 1:0 | 2:0 | 2:1 | 1:0 | 1:1 | 3:0 | 1:1 | 3:1 | 4:0 | 1:0 | 2:0 | 1:0 | 1:1 | 1:1 | 2:1 | 3:1 | 2:1 |
| Мілан          | 3:1 |     | 1:0 | 5:1 | 1:1 | 2:1 | 4:0 | 2:1 | 2:0 | 2:0 | 2:1 | 1:0 | 2:1 | 3:1 | 4:1 | 3:1 | 4:3 | 3:0 | 5:0 | 1:0 |
| Інтернаціонале | 1:2 | 3:2 |     | 3:1 | 1:0 | 3:0 | 3:0 | 2:3 | 5:0 | 3:1 | 3:0 | 3:2 | 4:0 | 1:1 | 1:0 | 1:0 | 2:0 | 4:1 | 3:0 | 1:0 |
| Удінезе        | 0:1 | 0:4 | 0:1 |     | 2:0 | 0:0 | 1:0 | 1:4 | 0:2 | 3:0 | 1:2 | 2:0 | 1:2 | 1:2 | 1:1 | 0:0 | 2:0 | 1:0 | 2:2 | 1:1 |
| Сампдорія      | 0:1 | 2:1 | 2:2 | 1:1 |     | 0:2 | 4:2 | 1:1 | 0:2 | 2:0 | 1:3 | 1:1 | 3:2 | 3:3 | 1:2 | 3:1 | 1:2 | 2:0 | 1:1 | 1:2 |
| Палермо        | 1:2 | 0:2 | 3:2 | 2:0 | 0:2 |     | 1:0 | 3:3 | 0:2 | 3:1 | 3:0 | 2:2 | 1:0 | 1:3 | 2:2 | 1:0 | 4:2 | 2:2 | 1:0 | 1:1 |
| Мессіна        | 2:2 | 1:3 | 1:2 | 1:1 | 1:4 | 0:0 |     | 0:2 | 0:0 | 1:1 | 2:1 | 1:0 | 1:1 | 0:0 | 2:0 | 2:2 | 0:1 | 1:2 | 3:1 | 1:1 |
| Рома           | 1:4 | 1:0 | 1:1 | 0:1 | 0:0 | 1:2 | 2:1 |     | 3:0 | 1:1 | 3:1 | 4:3 | 3:1 | 2:3 | 4:0 | 1:1 | 4:1 | 1:0 | 1:0 | 2:1 |
| Ліворно        | 1:3 | 0:3 | 0:0 | 0:2 | 0:0 | 3:1 | 2:2 | 0:0 |     | 2:1 | 2:1 | 0:1 | 1:0 | 2:2 | 0:0 | 2:0 | 2:0 | 2:0 | 1:1 | 2:0 |
| Лаціо          | 1:1 | 0:0 | 0:0 | 1:1 | 2:0 | 4:2 | 1:0 | 0:2 | 3:1 |     | 1:0 | 1:1 | 3:1 | 3:2 | 2:2 | 1:0 | 1:0 | 3:3 | 3:1 | 4:1 |
| Лечче          | 0:3 | 1:0 | 0:2 | 1:2 | 0:3 | 2:0 | 0:2 | 2:2 | 0:0 | 0:0 |     | 3:0 | 0:0 | 3:0 | 0:0 | 1:3 | 1:2 | 1:2 | 1:1 | 0:0 |
| Кальярі        | 1:1 | 0:2 | 2:2 | 2:1 | 2:0 | 1:1 | 1:1 | 0:0 | 1:1 | 1:1 | 0:0 |     | 0:2 | 1:0 | 2:2 | 0:0 | 3:1 | 4:1 | 0:0 | 2:1 |
| Реджина        | 0:2 | 1:4 | 0:4 | 2:0 | 2:1 | 2:2 | 3:0 | 0:3 | 1:1 | 1:0 | 2:0 | 3:1 |     | 1:1 | 1:3 | 1:1 | 2:1 | 0:2 | 1:2 | 2:0 |
| Сієна          | 0:3 | 0:3 | 0:0 | 2:3 | 1:0 | 1:2 | 4:2 | 0:2 | 0:0 | 2:3 | 1:2 | 2:1 | 0:0 |     | 0:1 | 0:2 | 2:2 | 1:0 | 1:0 | 1:1 |
| К'єво          | 1:1 | 2:1 | 0:1 | 2:0 | 1:1 | 0:0 | 2:0 | 4:4 | 2:1 | 2:2 | 3:1 | 2:1 | 4:0 | 4:1 |     | 0:2 | 1:0 | 2:2 | 0:0 | 1:1 |
| Фіорентіна     | 1:2 | 3:1 | 2:1 | 4:2 | 2:1 | 1:0 | 2:0 | 1:1 | 3:2 | 1:2 | 1:0 | 2:1 | 5:2 | 2:1 | 2:1 |     | 4:1 | 2:1 | 1:0 | 3:1 |
| Парма          | 1:2 | 2:3 | 1:0 | 1:2 | 1:1 | 1:1 | 1:1 | 0:3 | 2:1 | 1:1 | 2:0 | 1:0 | 4:0 | 1:1 | 2:1 | 2:4 |     | 1:0 | 1:1 | 0:0 |
| Емполі         | 0:4 | 1:3 | 1:0 | 1:1 | 2:1 | 0:1 | 1:3 | 1:0 | 2:1 | 2:3 | 1:0 | 3:1 | 3:0 | 2:1 | 2:1 | 1:1 | 1:2 |     | 1:1 | 1:2 |
| Тревізо        | 0:0 | 0:2 | 0:1 | 2:1 | 0:2 | 2:2 | 0:0 | 0:1 | 0:1 | 0:1 | 2:1 | 1:2 | 0:1 | 0:1 | 1:2 | 1:3 | 0:1 | 1:2 |     | 2:2 |
| Асколі         | 1:3 | 1:1 | 1:2 | 1:1 | 2:1 | 1:1 | 1:0 | 3:2 | 0:0 | 1:4 | 2:0 | 2:2 | 1:1 | 1:1 | 2:2 | 0:2 | 3:1 | 3:1 | 1:0 |     |

## Бомбардири
Найкращим бомбардиром сезону 2005-06 Серії A став нападник «Фіорентини» та національної збірної Італії Лука Тоні, який відзначився 31 забитим голом. Це бомбардирське досягнення стало рекордом у новітній історії італійського футболу — останній раз більше голів за сезон забивав Антоніо Анджелілло ще в 1958-59 роках (33 голи).
Алессандро Дель П'єро забив сотий м'яч у матчах Серії «А». По завершенні сезону, до десятки найвлучніших голеадорів ліги входять: Сільвіо Піола (275), Гуннар Нордаль (225), Джузеппе Меацца (216), Жозе Алтафіні (216), Роберто Баджо (205), Курт Хамрін (190), Джузеппе Сіньйорі (188), Габрієль Батістута (184), Джамп'єро Боніперті (178), Амедео Амадеї (174).